# Lombosciatique
 Mise en garde médicale
La lombosciatique (ou sciatique, ou névralgie sciatique) est une douleur vive suivant le territoire du nerf spinal S1 ou L5 atteint au niveau de la colonne vertébrale (rachis lombaire) ou à sa proximité immédiate. Elle doit être distinguée du nerf sciatique, appelé parfois « (le) sciatique » tout court et qui naît de la réunion de plusieurs racines nerveuses (dont L5 et S1). Une lésion du (nerf) sciatique peut donc provoquer une (névralgie) sciatique. Les symptômes sont habituellement localisés dans un seul côté du corps. La douleur peut s'intensifier en cas d'exposition à une basse température.

## Épidémiologie
C'est une maladie fréquente : elle concerne 5 à 10 % des patients ayant des douleurs du dos (dorsalgies). L'âge, le stress, le tabagisme et un travail impliquant des mouvements du dos augmentent le risque de lombosciatique.

## Étiologie
La hernie discale cause 90 % des lombosciatiques. D'autres causes peuvent inclure : un processus tumoral (bénin ou malin), un processus infectieux (spondylodiscite, épidurite, méningo-radiculite liée à une borréliose ou au HSV), une fracture vertébrale, une sténose du canal rachidien.

## Présentation

### Signes cliniques
Les douleurs sont typiquement intermittentes, d'un seul côté (unilatérale), irradiantes du rachis lombaire jusque dans les orteils, parfois majorées lors des efforts de toux ou à la défécation, calmées par le repos en position allongée ou debout. Elles peuvent être déclenchées par la position assise (notamment en voiture).
Elles sont parfois accompagnées d'un cortège de symptômes tel des fourmillements (paresthésies) localisés dans la jambe ou dans les orteils, une perception douloureuse de certains stimulus à l'origine non douloureux (allodynie) ou une perte de la sensibilité d'une partie de la jambe. Une perte (ou diminution sensible) du réflexe achilléen est un autre indicateur de la lombosciatique (seulement dans le cas d'une lombosciatique S1). Il peut exister une forme très douloureuse avec éventuellement blocage du rachis lombaire appelée lumbago.
La douleur est reproduite par la manœuvre de Lasègue : flexion passive de la hanche (provoquée par l'examinateur), jambe tendue. Le « Lasègue croisé », où elle est reproduite par l'élévation de l'autre jambe, serait plus spécifique mais moins sensible.
La topographie médicale peut être indicative du nerf atteint : face latérale de la jambe et face dorsale du pied jusqu'au gros orteil (« hallux ») pour la racine L5, face postérieure du mollet et plante du pied pour la racine S1.
Les signes cliniques sont suffisants pour établir le diagnostic dans la majorité des cas.

### Examens complémentaires
La radiographie standard du rachis lombaire n'est nécessaire que si l'on suspecte une cause autre qu'une hernie discale, ou en cas de lombosciatique récidivante ou rebelle au traitement. Elle ne permet pas cependant de visualiser la hernie (le disque intervertébral étant radio-transparent).
Seuls l'IRM et le scanner rachidien permettent de visualiser la hernie. La sensibilité et la spécificité de ces examens est cependant loin d'être absolue : un cinquième à un tiers des patients ont une hernie discale et n'ont jamais souffert d'une lombosciatique.
La sacco-radiculographie par injection directe d'un produit de contraste dans le canal rachidien est une technique abandonnée depuis les années 1990. Les examens biologiques sont utiles dans certaines situations (vitesse de sédimentation et numération globulaire). L'électromyogramme est inutile dans les formes typiques (aide lors du diagnostic différentiel).

## Diagnostic différentiel
La souffrance du muscle piriforme ou pyramidal, qui prend son origine sur le sacrum à l’intérieur du petit bassin et se dirige en dehors vers la hanche pour se fixer à la partie supérieure du fémur, encore appelée grand trochanter, peut être responsable de douleurs évoquant la lombosciatique mais dont la cause et le traitement sont différents. En effet, le muscle pyramidal sort du petit bassin par la grande échancrure sciatique, qui contrairement à ce que laisse penser son nom, n'est pas très large. Le nerf grand sciatique passe également par cette échancrure entre le muscle pyramidal et d’autres muscles, ou pour un faible pourcentage de la population (moins de 15 %), directement à l'intérieur du pyramidal. Ce muscle, qui est rotateur externe de la cuisse, est très sollicité lors de la course à pied et du cyclisme et sujet à surmenage. Par ailleurs, il peut souffrir d'ischémie partielle si l'on reste trop longtemps assis sur un siège qui le comprime, ce qui peut être le cas chez les cyclistes. Plus rarement, une souffrance du pyramidal peut se produire sans exercice sportif chez des personnes qui conservent trop longtemps une position mettant ce muscle en état d'ischémie (siège dur appuyant au mauvais endroit) et maintiennent leur(s) jambe(s) dans une position d'étirement ou de flexion continuelle du muscle.
La contracture douloureuse qui s'ensuit peut comprimer ou irriter le nerf sciatique, entraînant une sciatalgie. En principe, la manœuvre de Lasègue n'entraîne pas de douleur révélant une compression du nerf au niveau des vertèbres.
Sont habituellement recommandés du repos, des étirements spécifiques du muscle, éventuellement dans le cadre d'une kinésithérapie. Des anti-inflammatoires peuvent être prescrits. En cas d'échec de ces traitements, une infiltration du muscle peut être proposée, à base d'anti-inflammatoires et/ou de corticoïdes et/ou de toxine botulique, ou une combinaison des trois. Il est parfois soutenu[Qui ?] que les résultats sont meilleurs quand est infiltré le muscle obturateur interne, qui jouerait un rôle dans cette pathologie, et qui, même, ne formerait qu'une avec le syndrome du muscle obturateur interne[réf. souhaitée].

## Évolution
Elle est favorable dans la plupart des cas de manière spontanée. Elle peut parfois se prolonger ou récidiver. Dans de rares cas, elle se complique d'un syndrome de la queue de cheval avec apparition d'une paralysie et de troubles des sphincters, relevant d'une intervention chirurgicale urgente.
Un an après les premières symptômes, 55 % des gens n'ont plus de douleur (sur un échantillon de 609 personnes).

## Traitements
Il existe des traitements médicaux et chirurgicaux. Habituellement, le traitement débute par une prise en charge médicale. Il n'y a pas de preuve de supériorité d'un traitement par rapport aux autres.

### Traitement médical
Il était traditionnel de prescrire un repos allongé sur un plan dur durant l'accès de lombosciatique. Cette attitude n'a pas prouvé son efficacité. Au contraire, les personnes souffrant de sciatique aigüe peuvent bénéficier d’un léger soulagement de la douleur et d’une amélioration fonctionnelle lorsqu’on leur conseille de rester actifs plutôt que de se reposer au lit.
Le port d'un corset et des séances de kinésithérapie peuvent être prescrits, ainsi que des mesures de prévention et des exercices.
Les massages et autres pratiques (chiropratique, tractions, ostéopathie…) sont d'une efficacité discutable.
L'administration d'antalgiques (médicaments antidouleurs) ou d'anti-inflammatoires non stéroïdiens ne fait pas mieux que minorer momentanément les symptômes douloureux.
L'injection de corticoïdes dans le canal lombaire (infiltration épidurale) semble avoir un effet bénéfique même s'il reste controversé.

### Chirurgie
Elle consiste à supprimer la hernie discale. Elle ne doit être proposée que dans trois cas : déficit moteur ou troubles sphinctériens, douleur en dépit du traitement morphinique et corticoïde, ou durée d'évolution supérieure à trois mois en dépit du traitement.
Une technique est la chimionucléolyse. Elle consiste en l'injection dans le disque intervertébral d'une substance enzymatique, la chymopapaïne, qui va dissoudre le noyau « nucleus pulposus » réduisant ainsi la hernie. Cette technique s'adresse à des hernies discales de petite taille et dont les parois ne sont pas rompues. Elle n'est plus autorisée en France.[réf. nécessaire]